# Вінтер (співачка)
Кім Мін Джон (кор. 김민정; нар. 1 січня 2001 , Янсан, Південна Кьонсан ), відома як Вінтер (кор. 윈터) — південнокорейська співачка. Учасниця південнокорейського жіночого гурту Aespa, який дебютував під керівництвом SM Entertainment у листопаді 2020 року. У січні 2022 року стала учасницею супергурту Got the Beat.

## Ранні роки
Кім Мін Джон народилася 1 січня 2001 року в Намподоні, Пусан, Південна Корея, дитинство провела в Янсані, Кьонсан-Намдо. Її батько, старший брат і кілька родичів були військовими. Вона спочатку мріяла теж стати військовою.
Ходила до середньої школи Янсан Самсунг і була старанною ученицею, вивчала математику на високому рівні та користувалася популярністю серед учнів, що призвело до обрання її віцепрезидентом. Вона навчилася грати на кількох інструментах, таких як фортепіано та гітара, і займалася різними видами спорту, такими як боулінг, кендо, фехтування, баскетбол і бадмінтон. Також була в шкільному танцювальному гуртку. Відвідувала середню школу для дівчат Янсан, поки її не виявив пошук талантів SM під час виступу на танцювальному фестивалі в її школі в 2016 році. До запрошення на стажування вона ніколи не розповідала про свої бажання стати співачкою батькам, які були здивовані її рішенням піти на прослуховування. Вона розповідала, що під час прослуховування їй довелося співати понад три-чотири години. Її прийняли та їй довелося кинули середню школу, щоб негайно розпочати стажування. Пізніше вона склала іспит GED.
Вінтер навчалася вокалу у внутрішніх тренерів SM Entertainment, зокрема у Ю Йон Джіна, який був давнім продюсером агентства до свого відходу в 2023 році. Вона також була ученицею Waackxxxy, південнокорейської танцюристки, яка спеціалізується на вакінгу.

## Кар'єра

### 2020–дотепер: дебют в Aespa, Got the Beat та сольна діяльність
Вінтер тренувалася протягом чотирьох років, і в 2020 році стала першою учасницею Aespa, гурту з концепцією метавсесвіту під керівництвом SM Entertainment і першого жіночого гурту компанії після Red Velvet у 2014 році. Вони дебютували з синглом «Black Mamba» 17 листопада.
У 2022 році SM Entertainment створили супергурт, що складається з артисток, як аналог чоловічого супергурту SuperM. Перший підрозділ проєкту Girls On Top, Got the Beat, мав би складатися з 7 учасниць: Вінтер та її колега з aespa Каріна, Тейон і Хьойон з Girls' Generation, Венді і Сильґі з Red Velvet і BoA. Гурт дебютував на Новий рік на живому концерті SM Town у 2022 році з синглом «Step Back», який офіційно вийшов 3 січня. У тому ж році вона випустила дует з колегою з aespa Ніннін під назвою «Once Again» як частину офіційного саундтреку до південнокорейської драми «Our Blues». Пісня посіла 119 місце в цифровому чарті Gaon.
У 2023 році Вінтер випустила спільну роботу з Yesung із Super Junior під назвою «Floral Sense» для перевидання його другого студійного альбому «Sensory Flows». Пісня та супровідне музичне відео за участю Вінтер були випущені 27 лютого. Кілька місяців потому Вінтер разом з Ім Сі Ваном були призначені амбасадорами командного чемпіонату світу з настільного тенісу 2024 року, який проходитиме в Пусані, рідному місті обох співаків. Щоб популяризувати захід, 21 вересня Вінтер та Ім Сі-Ван випустили пісню «Win For You» як офіційну тему заходу. У листопаді вона взяла участь у спільній пісні з Сойон з I-DLE та Liz з Ive під назвою «Nobody», яка була випущена 16 листопада. Того ж місяця було оголошено, що Вінтер стане частиною офіційного саундтреку південнокорейської драми Castaway Diva, з піснею «Voyage», яка була випущена 19 листопада. Вінтер також була учасницею офіційного саундтреку до південнокорейської драми «Мій коханий демон» з піснею «With You», яка була випущена 8 грудня.

## Співпраці та мода
13 жовтня 2023 року вона стала амбасадоркою південнокорейського бренду засобів догляду за шкірою та косметики Mamonde. У листопаді вона стала обличчям Polo Ralph Lauren у Південній Кореї. Через місяць було оголошено, що вона стане амбасадоркою південнокорейського косметичного бренду Espoir, ще одного бренду, який належить Amorepacific Corporation після Mamonde, і згодом стала його глобальною амбасадоркою.

## Особисте життя
Її сім'я походить з клану Гімхе Кім, 22-го покоління гілки Самхьонпа. Вони є буддистами, хоча Вінтер повідомила, що не є дуже релігійною.

## Дискографія

### Колаборації
| Назва                                                                            | Рік  | Пікові позиції у чартах | Альбом                           |
| Назва                                                                            | Рік  | KOR DL                  | Альбом                           |
| -------------------------------------------------------------------------------- | ---- | ----------------------- | -------------------------------- |
| «Jet»                                                                            | 2022 | 108                     | 2022 Winter SM Town: SMCU Palace |
| «Priority»                                                                       | 2022 | 57                      | 2022 Winter SM Town: SMCU Palace |
| «Floral Sense» (with Yesung)                                                     | 2023 | 62                      | Floral Sense                     |
| «Win for You» (with Im Si-wan)                                                   | 2023 | 185                     | Сингли поза альбомом             |
| «Nobody» (with Soyeon ((G)I-dle) and Liz (Ive))                                  | 2023 | 11                      | Сингли поза альбомом             |
| «—» релізи, що не потрапили у чарти або не були випущені у відповідних регіонах. |      |                         |                                  |

### Саундтреки
| Назва                                                                            | Рік  | Пікові позиції у чартах | Альбом            |
| Назва                                                                            | Рік  | KOR                     | Альбом            |
| -------------------------------------------------------------------------------- | ---- | ----------------------- | ----------------- |
| «Once Again» (with Ningning)                                                     | 2022 | 119                     | Our Blues OST     |
| «Voyage» (항해)                                                                  | 2023 | 130                     | Castaway Diva OST |
| «With You»                                                                       | 2023 | —                       | My Demon OST      |
| «—» релізи, що не потрапили у чарти або не були випущені у відповідних регіонах. |      |                         |                   |

## Нотатки
1. ↑  Пісня «With You» не потрапила у Circle Digital Chart, але посіла 32 місце у Download Chart[29].